# سن اکاسیو (کلرادو)
سن اکاسیو (به انگلیسی: San Acacio) یک منطقهٔ مسکونی در ایالات متحده آمریکا است که در شهرستان کوستیا، کلرادو واقع شده‌است. سن اکاسیو ۲٬۳۵۶ متر بالاتر از سطح دریا واقع شده‌است.